# Raleigh (ort i Kanada)
Raleigh är en ort i Kanada.   Den ligger i provinsen Newfoundland och Labrador, i den östra delen av landet, 1 600 km öster om huvudstaden Ottawa. Raleigh ligger 14 meter över havet och antalet invånare är 295.
Terrängen runt Raleigh är platt. Havet är nära Raleigh åt nordväst. Trakten runt Raleigh är nära nog obefolkad, med mindre än två invånare per kvadratkilometer.. Närmaste större samhälle är St. Lunaire-Griquet, 19,2 km öster om Raleigh. 